# Kochergasse

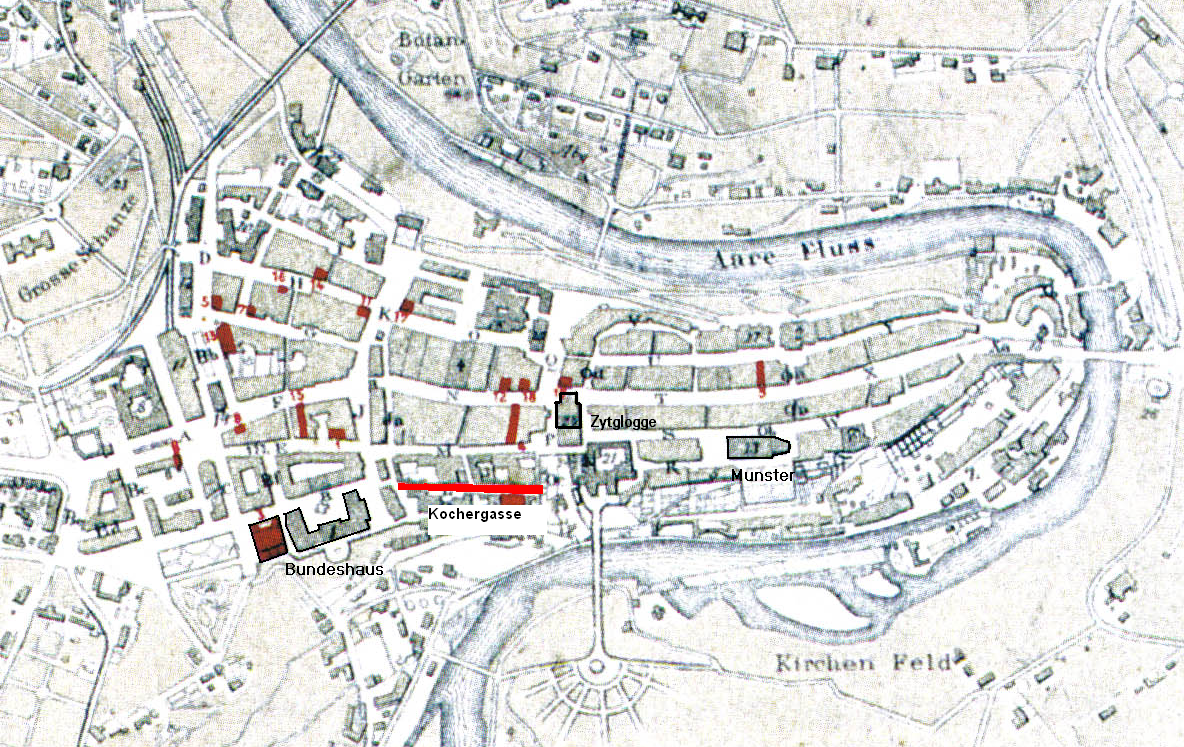
Verlauf der Kochergasse auf einem Stadtplan von 1882

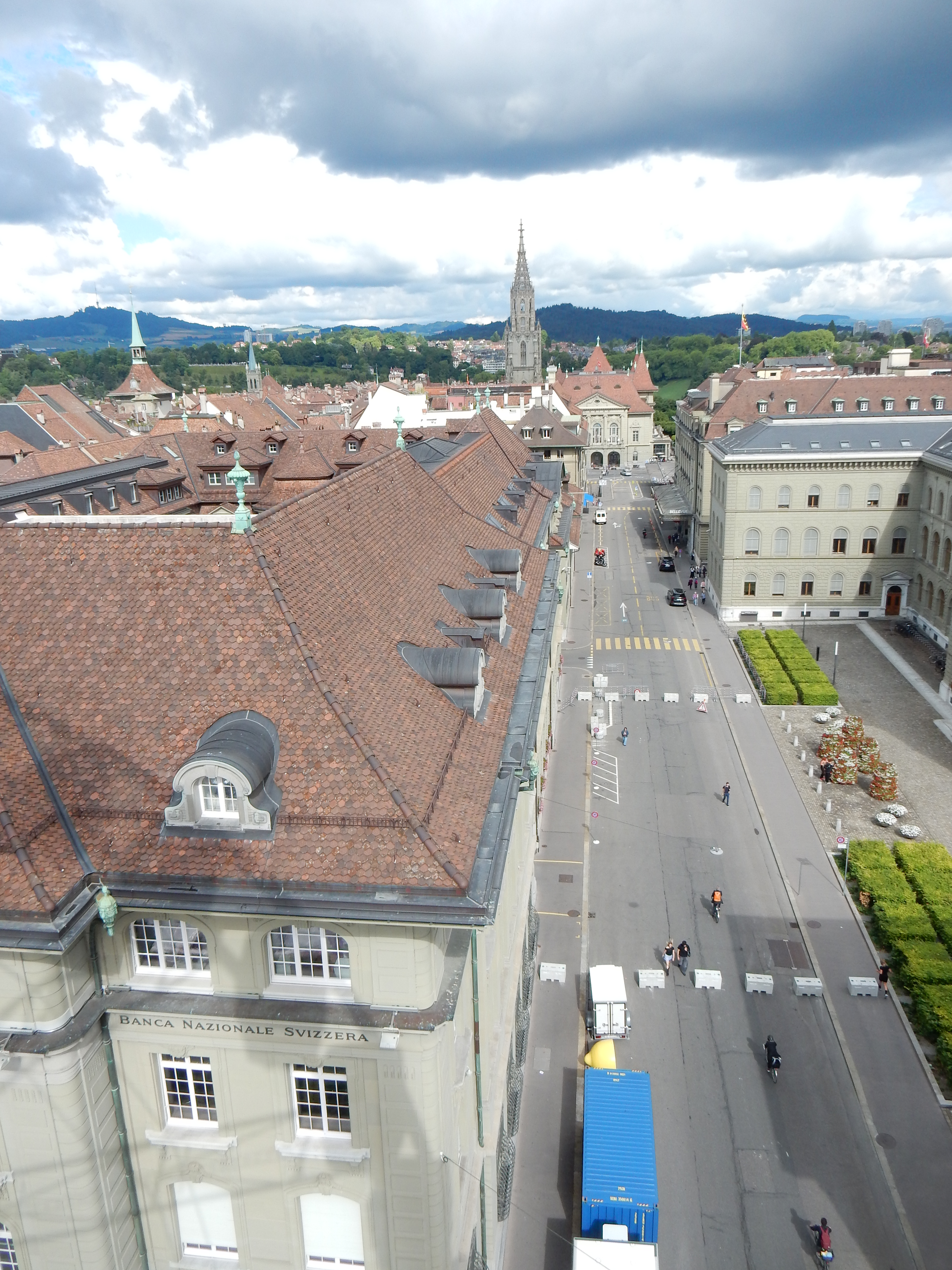
Die Kochergasse zwischen Nationalbank und Bundeshaus Ost (2025)

Die Kochergasse ist eine Strasse in der Berner Altstadt. Sie ist rund 200 Meter lang und führt vom Bundesplatz zum Casinoplatz. An ihrer Südseite liegen der Ostflügel des Bundeshauses und das Hotel Bellevue Palace, an ihrer Nordseite die Schweizerische Nationalbank und das Verwaltungsgebäude «Bundeshaus Nord» (Hauptsitz des UVEK).
Die Kochergasse ist Teil der Inneren Neustadt, die zwischen 1255 und 1260 im Zuge der zweiten Stadterweiterung entstand. Bis 1740 hiess sie Judengasse, benannt nach dem Judentor, das von 1458 bis 1473 erbaut worden war. Das Tor stand rund 20 Meter östlich des heutigen Haupteingangs zum Parlamentsgebäude und wurde 1678 abgerissen, um Platz für das Ballenhaus zu schaffen. Ab 1740 hiess die Strasse Inselgasse, benannt nach dem damaligen Inselspital. Nach dem Tod des aus Bern stammenden Nobelpreisträgers Theodor Kocher wurde sie 1917 zu seinen Ehren in Kochergasse umbenannt.